# Liste der archaischen Keilschriftzeichen

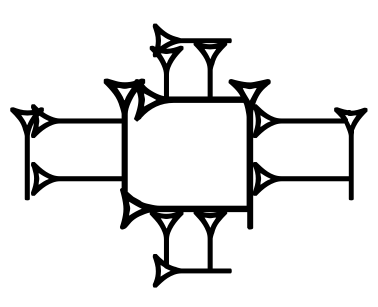
LAK-617 (U+12501), un segno a forma di cinque riquadri disposti a croce; è utilizzato come elemento compositivo, il quadrato centrale è utilizzato come contenitore per un segno aggiuntivo da LAK-618 a LAK-627. LAK-617 da solo aveva anche un valore fonetico (sconosciuto), usato nella grafia di un teonimo letto come ^{d}Nin-[LAK-617]-la

Liste der archaischen Keilschriftzeichen (in tedesco: [ˈlɪstə deːɐ̯ ʔaʁˈçaːɪʃn̩ ˈkaɪlʃʁɪftˌtsaɪçn̩] ; "Elenco dei segni cuneiformi arcaici"), abbreviato LAK, è un dizionario dei segni cuneiformi sumeri del periodo Fara (IIIa protodinastico, XXV secolo a.C. cronologia bassa, XXVI secolo a.C. cronologia media), pubblicato nel 1922 dal sumerologo e teologo tedesco Anton Deimel (1865-1954). L'elenco enumera 870 segni cuneiformi distinti.
L'inventario dei segni del periodo arcaico era considerevolmente più esteso dell'inventario standard del successivo periodo accadico (2350-2100 a.C.) o neo-sumerico (Ur III) (XXI secolo; tutte le date sono secondo la cronologia bassa); per cui numerosi segni identificati nella loro trascrizione classica sono una derivazione di diversi segni distinti del periodo preclassico. Per identificare un segno preclassico, nella pubblicazione è dato il suo numero LAK nella forma da LAK-1 a LAK-870.
Deimel pubblicò anche un dizionario sumero (Šumerisches Lexikon) nel 1928.

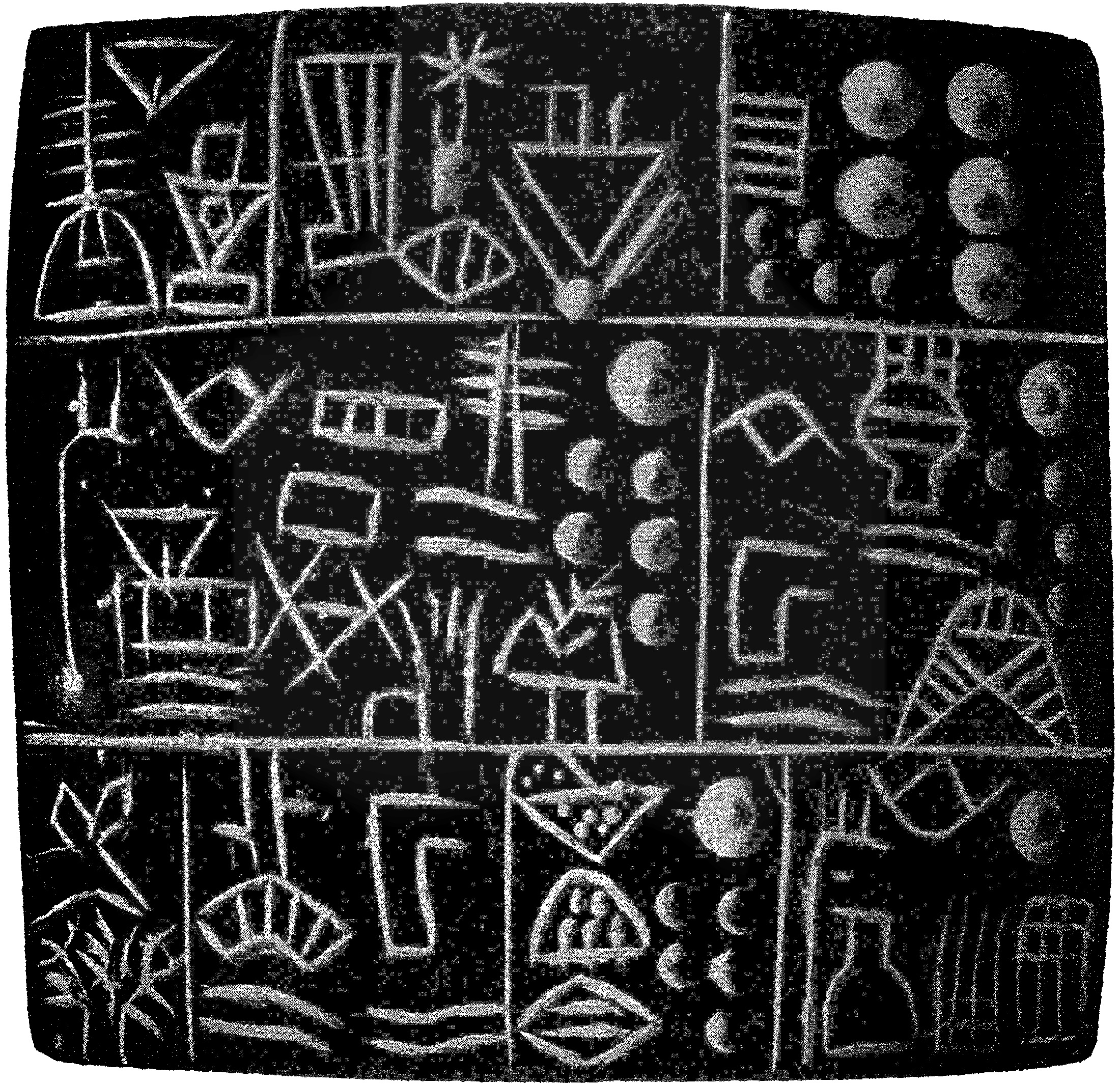
Tavoletta "Hoffman" in protocuneiforme, cultura di Gemdet Nasr, ca. 3100-2900 a.C.
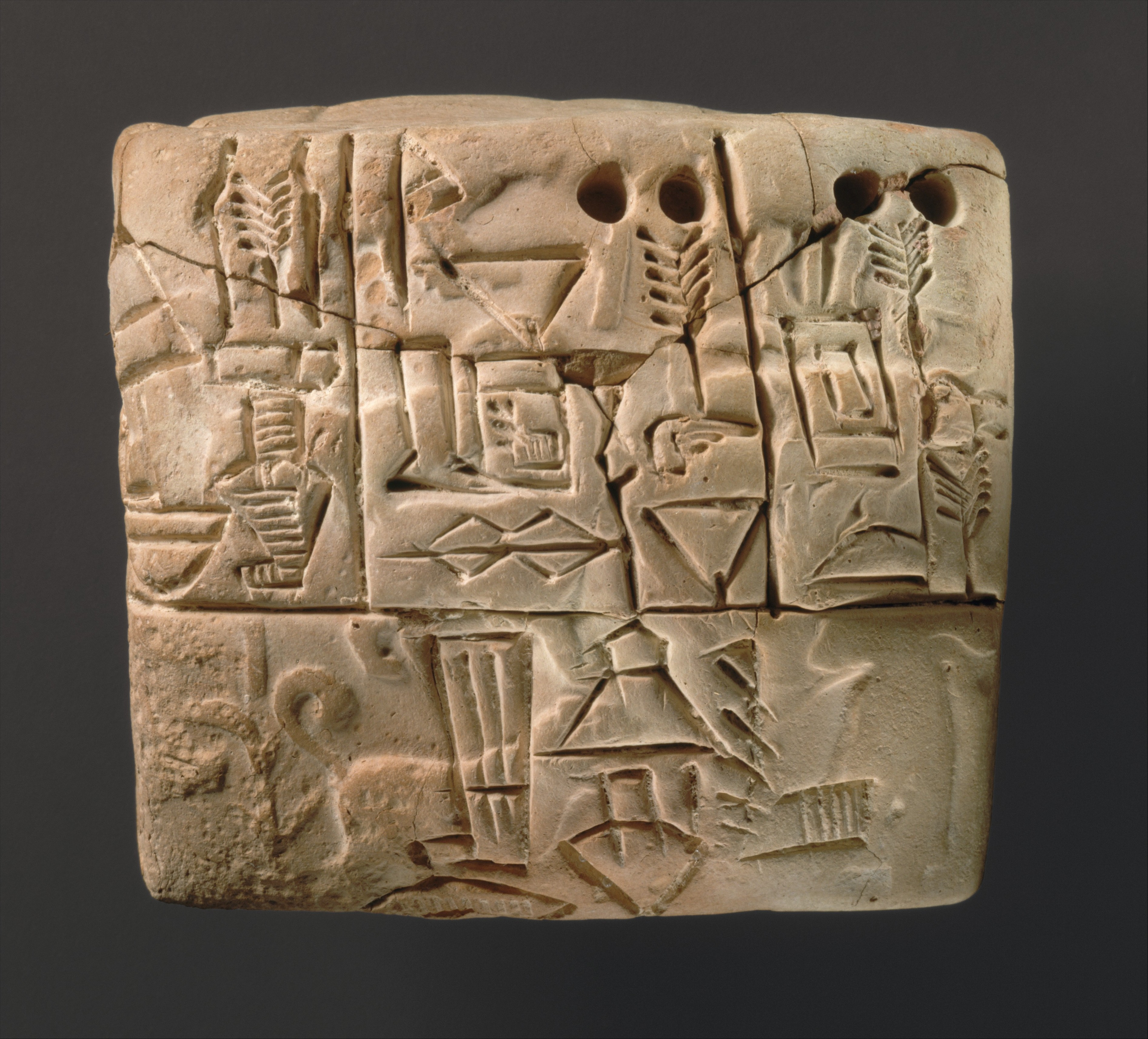
Tavoletta protocuneiforme, cultura di Gemdet Nasr (Metropolitan Museum of Art). Un cane al guinzaglio è visibile sullo sfondo del pannello inferiore[3].
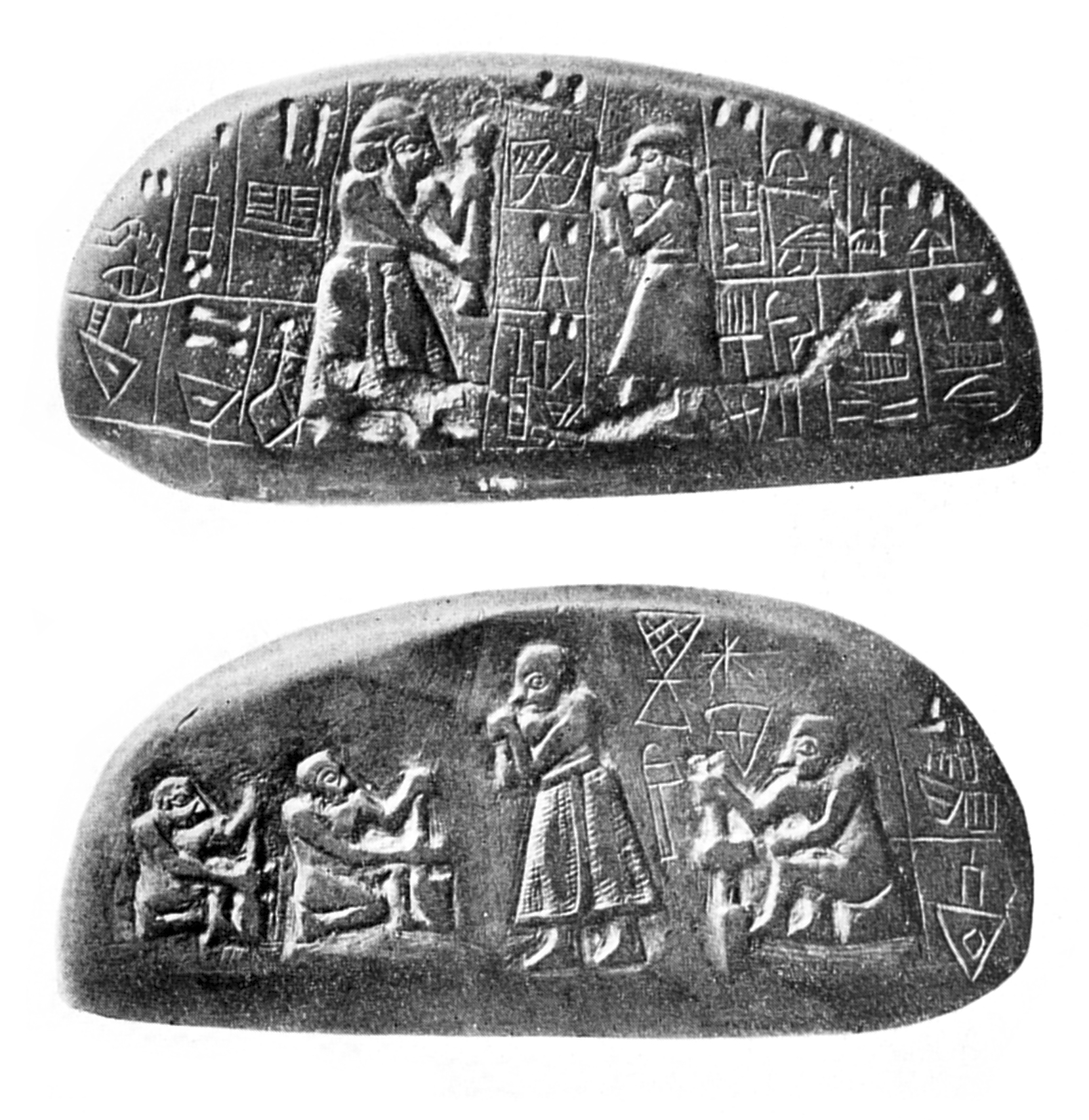
I Monumenti Blau combinano personaggi e illustrazioni proto-cuneiformi (British Museum).